# Mykolas Arlauskas
Mykolas Arlauskas (*  1. Oktober 1930 in Turloviškės bei Žiežmariai,  Rajongemeinde Kaišiadorys; † 7. Februar 2020 in Vilnius) war ein litauischer Politiker.

## Leben
Nach dem Abitur an der Mittelschule absolvierte Arlauskas 1955 das Diplomstudium an der Lietuvos žemės ūkio akademija und 1990 promovierte in Agrarwissenschaft. Danach habilitierte er in Biomedizin.
Ab 1955 arbeitete er am Forschungsinstitut (Žemdirbystės institutas) als wissenschaftlicher Mitarbeiter. 1995 wurde er Professor an der LŽŪA. Von 1990 bis 1992 war er Deputat bei Aukščiausioji Taryba (Seimas).

## Bibliografie
- Arimas, 1982 m. 2 leid. 1987 m.